# Siegwart Petersen
Peter Siegwart Blumenthal Petersen, född den 1 juni 1826 i Stavanger, död den 1 december 1878 i Kristiania (nuvarande Oslo), var en norsk skolman och historisk författare.
Petersen tog filologisk ämbetsexamen 1853 och var assistent i riksarkivet 1854-1859, redaktör av den officiella "Rigstidende" och "Christiania intelligenssedler" från 1860 och samtidigt lärare, sedan 1876 lektor (overlærer) vid Kristiania katedralskola. 
Han utgav i en mängd upplagor läroböcker i Norges och Nordens historia, geografiska handböcker och som folkläsning Fortællinger af fædrelandets historie (1863-1865), varigenom han i åratal säkert var Norges mest läste författare.  
Reviderade upplagor av hans läroböcker i Norges historia förblev länge i bruk. Petersen var ledamot av Svenska fornskriftssällskapet (från 1872). Hans värdefulla boksamling införlivades 1882 genom donation med "Deichmanske bibliothek" i Kristiania. 
Petersens son Peter Siegwart Blumenthal Petersen, född den 7 mars 1867 i Kristiania, var biblioteksman. Han blev 1886 assistent och 1897 amanuens vid universitetsbiblioteket, där han sedan 1889 var bibliotekarie vid fornsakssamlingen. Han offentliggjorde i samlingsverk, konversationslexika och pressen bidrag till Norges förhistoria.